# Kedung Mlaten
Kedung Mlaten is een bestuurslaag in het regentschap Nganjuk van de provincie Oost-Java, Indonesië. Kedung Mlaten telt 1937 inwoners (volkstelling 2010).